# Johann Jakob Hauswirth

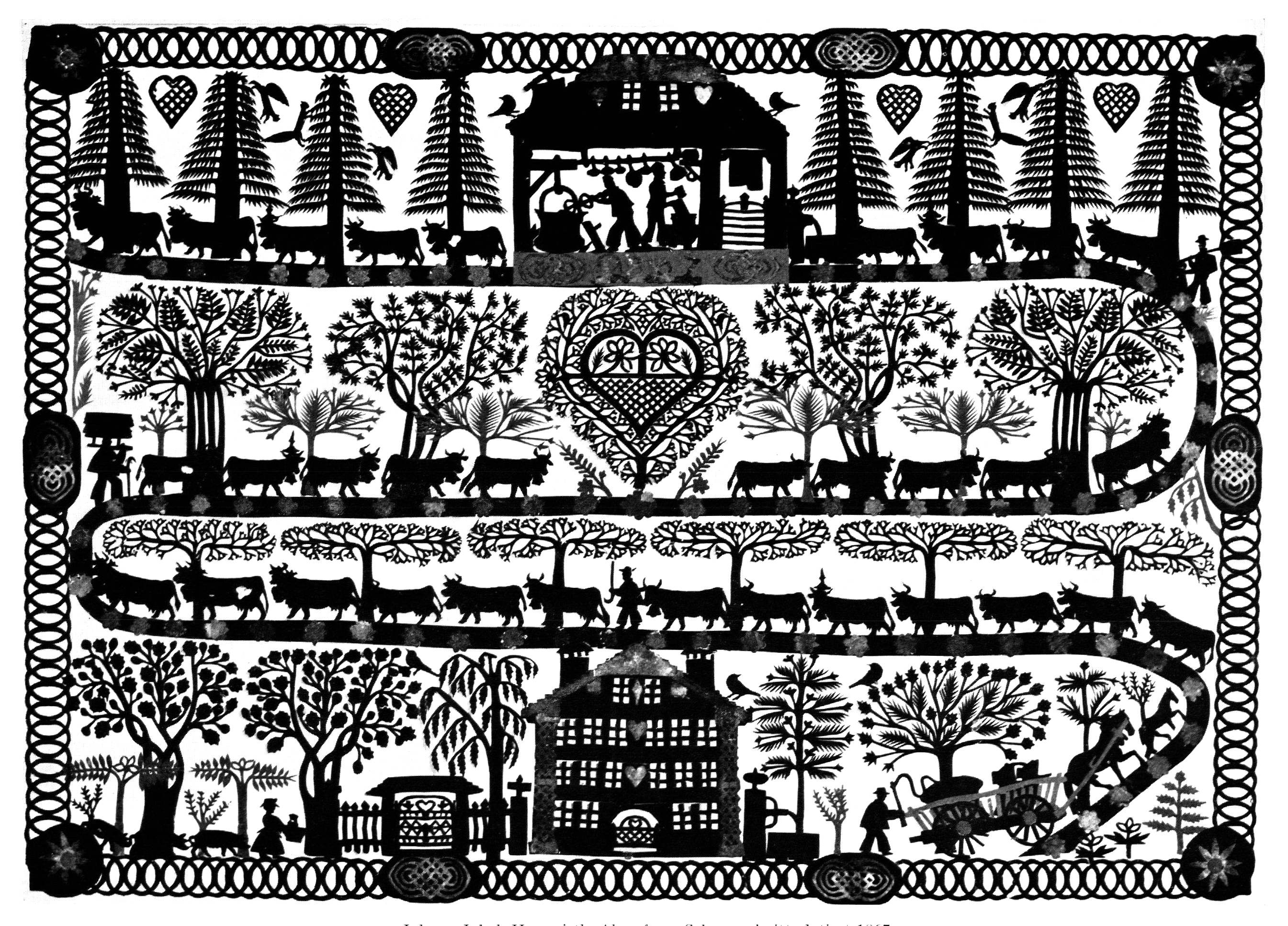
Scherenschnitt eines Alpaufzugs (1867)

Johann Jakob Hauswirth (* Juli 1809 in Saanen; † 29. März 1871 in L’Etivaz) war ein Schweizer Tagelöhner, Holzfäller, Köhler und Meister des volkstümlichen Scherenschnitts.

## Leben
Johann Jakob Hauswirth wurde als Sohn von Benedikt Hauswirth und Margrit Luzia geb. Jaggi im Juli 1809 in Saanen geboren. Er lebte im Grenzgebiet des Berner Oberlandes und des waadtländischen Pays d’Enhaut. Dort verdingte er sich als Knecht im Taglohn auf Bauernhöfen der Gegend und arbeitete als Holzfäller und Köhler. Daneben war er als Autodidakt Scherenschneider. Hauswirth gehört zu den wichtigsten Vertretern schweizerischer Volkskunst und ist für seine Werke über die Schweiz hinaus bekannt und geschätzt.
Auf den Scherenschnitten sind das alpine Alltagsleben, Alpfahrten, Blumenarrangements und Dorffeste dargestellt. Er verwendete dabei die gleichen Motive wie volkstümliche Maler, Stickerinnen oder Kerbschneider. Die Alpauffahrt ist ein immer wiederkehrendes Motiv, welches er meistens als symmetrischen Faltschnitt darstellt. Hauswirth benützte ausser dem schwarzen Glanzpapier auch farbige Papiere aller Art. Seine Werke verkaufte, verschenkte und tauschte er im Pays d’Enhaut an Dorfbewohner und Arbeitgeber.
Die Entdeckung von Hauswirths Werk verdankt man Théodore Delachaux. Dieser verbrachte am Anfang des 20. Jahrhunderts einige Zeit im Pays d’Enhaut. Dort war auch sein Bruder Constant Delachaux (1875–1952) als Arzt tätig und Mitbegründer eines 1907 erbauten Kurhotels in Château-d’Oex. Die Brüder kauften Werke von Hauswirth, meistens von privaten Besitzern, um eigene Sammlungen aufzubauen.

«Als wahrer Künstler hat er Gedanke, Stoff und Technik in vollendeter Harmonie miteinander verschmolzen. Gerade darin ist das Geheimnis jeder großen Kunst zu suchen.»

## Ausstellungen
- 1919: Scherenschnitte. Kunstgewerbemuseum der Stadt Zürich, Zürich
- 1941: Schweizer Volkskunst. Kunsthalle Basel, Basel
- 1960: Gewerbemuseum, Winterthur
- 1962: Appenzeller Bauernmalerei und Scherenschnitte von Johann Jakob Hauswirth. Nationalmuseum, Kopenhagen
- 1983: J. J. Hauswirth et l’art du découpage. Allaman
- 1985: Cut Paper. Cooper-Hewitt National Design Museum, New York
- 2009: J.-J. Hauswirth. Artiste paysan, découpeur de génie. Musée du Vieux Pays-d’Enhaut, Château-d’Œx